# علامة مولدر
علامة مولدر هي علامةٌ طبية تُلاحظ أثناء الفحص الجسدي للحالات المصابة بورم مورتون، والتي قد تظهر عندما يكون المريض في وضعية الاستلقاء على طاولة الفحص. يمكن أن ينتج ألم الورم العصبي، بالإضافة إلى فرقعة عند الضغط على رأسيّ مشط القدم معًا بيدٍ واحدة مع الضغط في نفس الوقت على المساحة بين الأصابع باليد الأخرى. باستخدام هذا الأسلوب سيُحدد ألم ورم مورتون العصبي بدقة على السطح الأخمصي للحيز البيني المُصاب مع تشوشٍ في الحس ينتشر نحو أصابع القدم المصابة.

## التسمية
سُمّي على اسم الجراح الهولندي وأخصائي أمراض القدم جاكوب دي مولدر (1901–1965).